# Elecciones al Congreso de los Diputados de abril de 2019 (Zaragoza)
Las elecciones al Congreso de los Diputados de 2019 se celebraron en la provincia de Zaragoza el domingo 28 de abril, como parte de las elecciones generales convocadas por Real Decreto dispuesto el 4 de marzo de 2019 y publicado en el Boletín Oficial del Estado el día siguiente. Se eligieron los 7 diputados del Congreso correspondientes a la circunscripción electoral de Zaragoza, mediante un sistema proporcional (método d'Hondt) con listas cerradas y un umbral electoral del 3%.

## Resultados
Los comicios depararon 3 escaños al Partido Socialista Obrero Español y 1 a Ciudadanos, Podemos-IU-Equo, al Partido Popular y a Vox.
| Candidatura                                            | Candidatura                                            | Votos   | %                                       | Escaños                                 |
| ------------------------------------------------------ | ------------------------------------------------------ | ------- | --------------------------------------- | --------------------------------------- |
|                                                        | Partido Socialista Obrero Español (PSOE)               | 172 798 | 31,31                                   | 3                                       |
|                                                        | Ciudadanos-Partido de la Ciudadanía (Cs)               | 115 122 | 20,86                                   | 1                                       |
|                                                        | Partido Popular (PP)                                   | 99 203  | 19,97                                   | 1                                       |
|                                                        | Unidas Podemos (Podemos-IU-Equo)                       | 77 090  | 13,97                                   | 1                                       |
|                                                        | Vox (Vox)                                              | 70 413  | 12,76                                   | 1                                       |
|                                                        |                                                        |         |                                         |                                         |
| Partido Animalista Contra el Maltrato Animal (PACMA)   | Partido Animalista Contra el Maltrato Animal (PACMA)   | 5440    | 0,99                                    | 0                                       |
| Escaños en Blanco (EB)                                 | Escaños en Blanco (EB)                                 | 2619    | 0,97                                    | 0                                       |
| Recortes Cero-Grupo Verde (R0-GV)                      | Recortes Cero-Grupo Verde (R0-GV)                      | 1405    | 0,25                                    | 0                                       |
| Por un Mundo más Justo (PUM+J)                         | Por un Mundo más Justo (PUM+J)                         | 734     | 0,13                                    | 0                                       |
| Federación de los Independientes de Aragón (FIA)       | Federación de los Independientes de Aragón (FIA)       | 650     | 0,12                                    | 0                                       |
| PUYALON (PYLN)                                         | PUYALON (PYLN)                                         | 611     | 0,11                                    | 0                                       |
| Partido Comunista de los Trabajadores de España (PCTE) | Partido Comunista de los Trabajadores de España (PCTE) | 582     | 0,11                                    | 0                                       |
| Partido Comunista de los Pueblos de España (PCPE)      | Partido Comunista de los Pueblos de España (PCPE)      | 452     | 0,08                                    | 0                                       |
| Votos válidos                                          | Votos válidos                                          | 547 119 | 100,00                                  | 7                                       |
| Votos nulos                                            | Votos nulos                                            | 5457    | Participación: · \| \| 78,02 % \| 5,82% | Participación: · \| \| 78,02 % \| 5,82% |
| Votantes                                               | Votantes                                               | 557 431 | Participación: · \| \| 78,02 % \| 5,82% | Participación: · \| \| 78,02 % \| 5,82% |
| Electores                                              | Electores                                              | 714 469 | Participación: · \| \| 78,02 % \| 5,82% | Participación: · \| \| 78,02 % \| 5,82% |
|                                                        | 78,02 %                                                |         |                                         |                                         |

## Diputados electos
Relación de diputados electos:
| N.º | Nombre                    | Lista | Lista |
| --- | ------------------------- | ----- | ----- |
| 1   | Susana Sumelzo Jordán     |       | PSOE  |
| 2   | Rodrigo Gómez García      |       | Cs    |
| 3   | Eloy Suárez Lamata        |       | PP    |
| 4   | Pau Mari Klose            |       | PSOE  |
| 5   | Pablo Echenique Robba     |       | UP    |
| 6   | Pedro Fernández Hernández |       | Vox   |
| 7   | Noemí Villagrasa Quero    |       | PSOE  |